# Bataille de Mexico
Guerre américano-mexicaine
Batailles
Opérations le long du Río Grande
- Fort Texas
- Palo Alto
- Resaca de la Palma

La révolte de Taos
- Cañada
- Mora
- Embudo Pass
- Pueblo de Taos

Campagne de Californie
- Santa Fe
- San Pasqual
- Rio San Gabriel
- La Mesa

Campagne du Nord de Taylor
- Monterrey
- Buena Vista

Campagne de Scott
- Veracruz
- Cerro Gordo
- Contreras
- Churubusco
- Molino del Rey
- Chapultepec
- Mexico

Siège de Puebla
- Siège de Puebla
- Bataille de Huamantla

Campagne de la côte Pacifique
- Guaymas
- Mulege
- Punta Sombrero
- Mazatlán
- La Paz
- Palos Prietos et Urias
- San José del Cabo
- Siège de La Paz
- Affaire à Guaymas
- San Blas
- Manzanillo
- San José del Cabo
- Cochorio
- Bocachicacampo
- Todos Santos

La bataille de Mexico fait référence à une série d'engagements armés qui ont eu lieu du 8 septembre au 15 septembre 1847 dans les environs immédiats de Mexico lors de la guerre américano-mexicaine. Elle comprend les actions majeures des batailles de Molino del Rey et Chapultepec, se concluant par la chute de Mexico.

## Contexte
L'objectif principal des opérations américaines au centre du Mexique était la prise Mexico. Après avoir pris le port de Veracruz en mars, Winfield Scott fut en mesure d'y installer une base et d'avancer vers le centre, puis de défaire d'importantes forces mexicaines lors de la bataille de Cerro Gordo. Après la déroute mexicaine de la bataille de Churubusco, l'armée de Scott n'est plus qu'à 8 km de son objectif, Mexico. Bien que vaincue à Cerro Gordo et Churubusco, l'armée de Santa Anna est pratiquement intacte et bien supérieure en nombre à celle de Scott.
Après sa victoire de Churubusco, l'armée de Scott n'est plus qu'à 8 km de Mexico.
Le 6 septembre 1847, alors que l'armistice et les négociations qui suivent la bataille de Churubusco sont sur le point d'échouer. Des troupes mexicaines en grand nombre sont observées aux alentours du Molino del Rey.
Le général Winfield Scott avait reçu des rapports indiquant que les bâtiments abritaient, en fait, une fonderie où les Mexicains coulaient des canons et que l'un d'entre eux, la Casa Mata, était un important dépôt de poudre à canon. Des rumeurs indiquaient que Antonio López de Santa Anna, chef de l'armée et du gouvernement mexicain, manquant désespérément de fournitures faisait retirer les cloches des églises et des couvents pour les fondre et les transformer en canons.

## Ordre de bataille

### États-Unis
7 août 1847 - 8 500 hommes

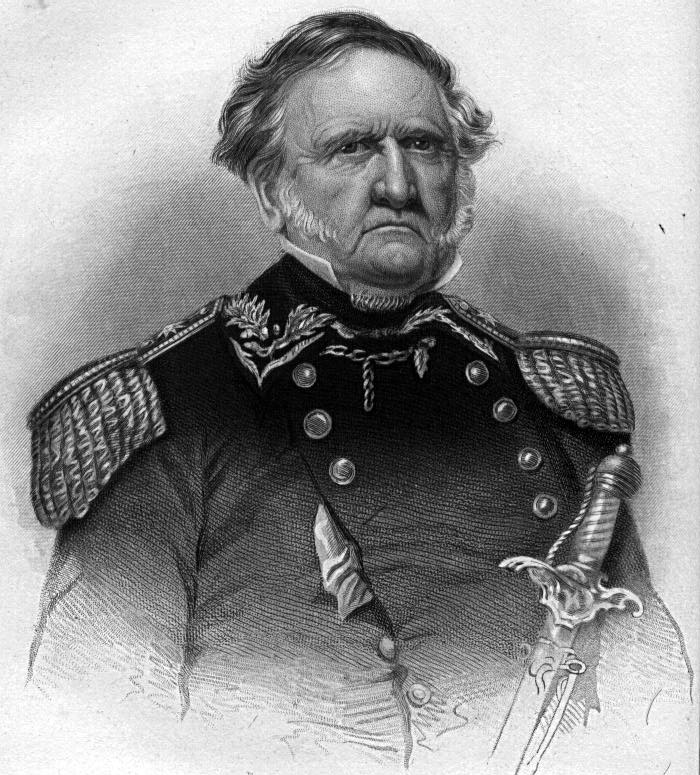
Le général Winfield Scott.

Armée d'invasion Major-général Winfield Scott
- 1re Division William J. Worth
  - Brigade – John Garland (en)
  - Brigade – Newman S. Clarke (en)
- 2e Division David E. Twiggs
  - Brigade – Bennet Riley (en)
  - Brigade – Persifor F. Smith
- 3e Division Gideon Pillow
  - Brigade – Franklin Pierce
  - Brigade – George Cadwalader
- 4e Division John A. Quitman
  - Brigade – James Shields
  - Marines – Samuel E. Watson (en)

### Mexique
7 août 1847 - 20 210 hommes (forces le 30 août)

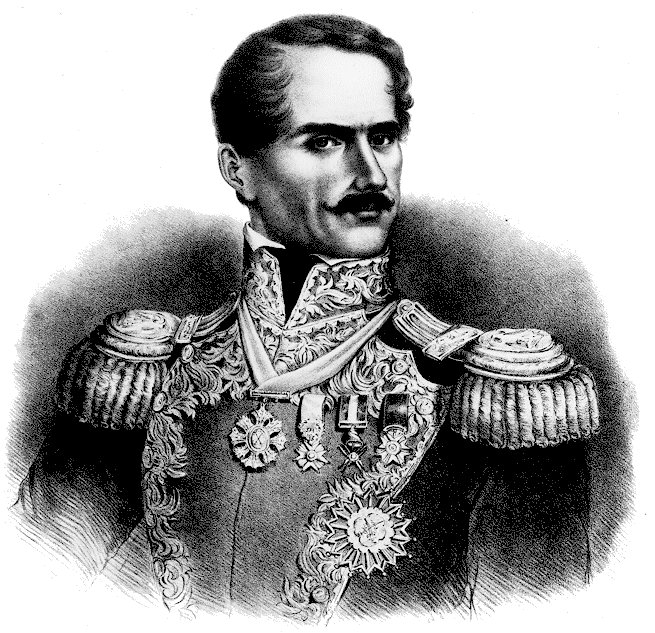
Le général Santa Anna.

Armée mexicaine Général de division Antonio López de Santa Anna
Commandant l'artillerie : Général de brigade Carrera

Commandant le génie : Général de br Mora y Villamil
- Armée de l'Est Général de brigade Lombardini
  - 1re Brigade - Gén. de br Terres   - (1er Activos, Lakes & 2e Bns Léger)
  - 2e Brigade - Gén. de br Martinez - (Morelia Activos, Invalids Corps)
  - 3e Brigade - Gén. de br Rangel   - (Gren. de Grds, Mixto Sta Anna, Morelia Nac Grds)
  - 4e Brigade - Gén. de br Perez    - (1er,3e & 4e Léger, 11e Inf)
  - 5e Brigade - Gén. de br Leon     - (Oajaca & Queretaro Activos, 10e Inf., Queretaro & Mina Nac Grds)
  - 6e Brigade - Gén. de br Anaya - (Independecia, Bravos, Victoria & Hidalgo Nac Grds)
  - 7e Brigade - Col. Zerecero       - (Acapulco, parts Tlapa & Libertad Bns Lanc.)
- Armée du Nord Gén. de br Valencia

3 000 Inf., 1 000 Cav. 500 Art.
- Brigade Vanguard - Gén. de br Mejía[1] - (Fijo de Mexico, S.L. Potosi Activos, 7e Cav)
- Brigade Centre - Gén. de br Parrodi - (10e & 11e Inf, Tampico Coast Grds, Queretaro, Celaya & Guanajuato Activos, Celaya Aux)
- Brigade Reserve - Gén. de br Salas Engrs, Mixto Sta Anna, Aguascalientes Activos, 2e, 3e & 8e Cav, Guanajuato Cav)
- Armée du Sud Gén. de br Álvarez

2 762 Cav
- Division de cavalerie

## Les batailles

### 8 septembre
La bataille se déroule le 8 septembre 1847, au Molino del Rey, qui est alors un groupe de grosses bâtisses de pierres à 4 km de Mexico au pied de la colline de Chapultepec. Il s'agit d'une des batailles les plus sanglantes de la guerre.

### 12 - 13 septembre
Le château de Chapultepec sur la colline de Chapultepec, garde l'approche Ouest de la ville de Mexico. Le château est alors une académie militaire où étudient 876 cadets qui participeront à la bataille.

#### Attaque des portes de San Cosme et Belén
Après la bataille de Chapultepec, les troupes américaines poursuivent les troupes mexicaines qui sont parties se réfugier dans les murs de Mexico. La division de Quitman soutenue par des hommes de Worth descend la chaussée de Belén jusqu'à la Porte de Belén, défendue par le général Terres et le colonel Garay qui disposent de 3 canons, pendant que la division de Worth plus au nord descend la chaussée de La Verónica jusqu'à la Porte de San Cosme, défendue par la brigade d'infanterie du général Rangel qui dispose de 3 canons et obusiers. Quitman est simplement supposé faire une feinte pour étudier les réactions des mexicains, mais il fonce avec toute sa division et enfonce les défenses. Santa Anna arrive comme une furie à la porte de Belén et relève personnellement l'officier commandant.
Pendant ce temps la division de Worth repousse une contre-attaque de la cavalerie mexicaine. Quand Worth atteint San Cosme, il trouve des défenses mal préparées, mais les Mexicains ouvrent un feu rageur avant de se replier. Ulysses S. Grant, sur le front de Worth, participe à l'action en aidant à hisser un canon dans la tour d'une église et de là, tire sur les défenseurs. Quand les combats cessent sur tous les fronts, les deux portes sont tombées et les Mexicains se sont repliés dans la ville.

## La chute de Mexico
Santa Anna fait retraite avec son armée (5 000 fantassins : 1re Section Gov. Olaguibel (Toluca Natl. Guards), 2e Section: Comdte Arroyo (Laggos, Iturbide & Tula Battaions), 3e Section: Gén. Martinez, 4e Section: Gén. Perez (Light Regts & 11th Line)& 4 000 cavaliers Gén. Alvarez avec Brig. cavaleries Quijano & Andrade, Artillerie: Gén. Carrera 14 canons) pendant la nuit du 13 au 14 septembre. À environ 4 heures du matin, le 14 septembre, une députation de l'Ayuntamiento (Conseil municipal) demande à rencontrer le général Scott pour lui annoncer que la plupart de l'armée mexicaine a fui la capitale trois heures plus tôt et solliciter de sa part de négocier la capitulation au nom de l'église, des citoyens et des autorités municipales.
Scott répond qu'il n'accordera pas de capitulation car la ville est déjà virtuellement en possession de ses troupes, il indique qu'il regrette que les troupes mexicaines de soient sauvées sans bruit. Il mentionne qu'il prélèvera sur les fonds de la ville une modeste contribution et que la ville et ses habitants seront traités par son armée comme son propre honneur et la dignité des États-Unis le lui impose.
Worth et Quitman avance avec prudence. Quitman envoie le lieutenant Pierre Beauregard négocier la reddition de la ciudadela. Beauregard et Mansfield Lovell rencontrent un officier mexicain qui leur demande un reçu pour la capture de la ciudadela. Beauregard lui répond : « Monsieur, nous ne délivrons de reçu qu'à la pointe de l'épée. »
Scott laisse l'honneur à la division de Quitman, d'être la première à entrer dans la ville. L'armée conquérante n'est rien moins qu'impressionnante, les hommes portent des tuniques déchirées et couvertes de sang, et Quitman n'a plus qu'une seule chaussure lorsqu'il marche vers le centre de Mexico.
Worth amène personnellement les couleurs qui flottent sur le Palais national puis un Marine hisse le drapeau des États-Unis à sa place. Quitman marche vers la Plaza de la Constitución qui est la place se trouvant face au Palais National et où la reddition officielle va avoir lieu.
C'est alors que des coups de feu sont tirés depuis les toits et les maisons sur les troupes américaines, par des condamnés, qui ont été libérés des prisons par le gouvernement en fuite, la nuit précédente. Ceux-ci rejoints par quelques soldats mexicains qui ne portent plus d'uniformes. Cette attaque dure vingt-quatre heures, malgré la tentative de médiation des autorités municipales, de nombreux soldats et officiers américains sont tués ou blessés avant que l'armée américaine ne vienne à bout des guerilleros.

### Pertes
- Liste des pertes américaines telles que mentionnées par le général Scott dans son rapport officiel:
  - 8 septembre. - Morts, 116, dont 9 officiers. Blessés, 665, dont 49 officiers. Disparus, 18. Total, 789.
  - 12, 13, 14 septembre. - Morts, 130, dont 10 officiers. Blessés, 703, dont 68 officiers. Disparus, 29. Total, 862.
- Estimation des pertes mexicaines:
  - 8 septembre. - Total 2 700.
  - 12-15 septembre. - 1 800 morts et blessés, 823 prisonniers, total 2 623.

### Sources
- (en) David Nevin, The Mexican War, Alexandria, Time-Life Books, 1979 (1re éd. 1978), 240 p. (ISBN 978-0-8094-2302-6, OCLC 9098436).
- (en) K. Jack Bauer, The Mexican War, 1846-1848, New York, Macmillan, coll. « Wars of the United States », 1974, 454 p. (ISBN 978-0-025-07890-1).
- (en) Rapport officiel de Winfield Scott